# Not as Rehearsed
Not as Rehearsed è un cortometraggio muto del 1913 diretto da Frank Wilson.

## Trama
Un pretendente respinto da un'attrice, riesce a sposarla sostituendo in una commedia l'attore che interpreta un parroco con un vero prete.

## Produzione
Il film fu prodotto dalla Hepworth.

## Distribuzione
Distribuito dalla Hepworth, il film - un cortometraggio di 206 metri - uscì nelle sale cinematografiche britanniche nel dicembre 1913.
Si conoscono pochi dati del film che, prodotto dalla Hepworth, fu distrutto nel 1924 dallo stesso produttore, Cecil M. Hepworth. Fallito, in gravissime difficoltà finanziarie, il produttore pensò in questo modo di poter almeno recuperare il nitrato d'argento della pellicola.